# Olle Alsholm
Olle Alsholm, son till Stenebygrundraren Josef Andersson, född 25 juni 1937 i Uddevalla, är en svensk företagsledare. 

## Biografi
Han är uppväxt i Dals Långed, studerade vid Chalmers Tekniska Högskolas kemisektion och blev civilingenjör 1961. Alsholm studerade vidare vid Columbia University 1963–1964. Han arbetade därefter vid IBM R&D i San José, Kalifornien, och återvände till Sverige 1965 för att delta i och från 1966 leda ett världsledande samarbetsprojekt mellan IBM Nordiska Laboratorium och Billerud vid Gruvöns bruk för planering och datorstyrning av ett integrerat massa- och pappersbruk.
Olle Alsholm fick 1978 ansvar för forskning, utveckling och teknik inom först Billeruds AB och senare Billerud-Uddeholm. När Stora köpte Billerud 1983 utsågs han till VD för Stora Teknik med forskningsenheter i Falun och Säffle. Alsholm bidrog till förbättrat samarbete med bruk i Portugal, Brasilien och Kanada samt också i produktutvecklingsarbete, till exempel med världsledande vätskeboard för bl a TetraPak, för anpassning till olika marknader.
Under åren 1990–2001 var Olle Alsholm verkställande direktör för Skogsindustrins tekniska forskningsinstitut STFI (i dag RISE AB). Alsholm är ledamot av Ingenjörsvetenskapsakademien sedan 1991.
Olle Alsholm är inte bara känd från massa- och pappersindustrin utan också vad gäller utformning av vintersportanläggningar  (pionjär i storskaligt införande av snökanoner i Sunne 1976, först i Europa, och SKIDATA automatisk biljettering i Skandinavien).